# Корчагинский поход продолжается
Корчагинский поход продолжается — архитектурная композиция в городе Волгодонске, Ростовская область, состоит из фонтана и скульптурной группы. Является объектом культурного наследия регионального значения.

## Описание
В первой половине 80-х на Комсомольской площади предполагалось оборудование технологического резервуара для охлаждения воды кондиционеров в кинотеатре. К началу работы кинотеатра скульптор В. П. Поляков и архитектор А. Е. Фролов переделали его в декоративный фонтан. Рядом с одной из его меньших сторон, в центре двух возвышенных наблюдательных дорожек с округлой обзорной площадкой, на каменном подиуме находится 12-метровая скульптурная композиция «Корчагинский поход продолжается», посвящённая молодым строителям «Атоммаша».
Осматривая композицию по кругу, можно увидеть корчагинца в будёновке, в большой шинели, с киркой через плечо; электросварщика; геодезистку. Скульптуры расставлены по спирали, возвышаясь к центру. Наверху композиции — строитель с реющим знаменем в руках. На одной из сторон постамента выгравированы названия комсомольских народных строек СССР: «Комсомольск-на-Амуре», «ДнепроГЭС», «Магнитка», «Турксиб», «Целина», КАМАЗ, «Атоммаш», БАМ, "Боярка" .
В октябре 2005 года была проведена реконструкция фонтана на благотворительные средства.